# Silene longicarpophora
Silene longicarpophora är en nejlikväxtart som först beskrevs av Komarov, och fick sitt nu gällande namn av Gilbert François Bocquet. Silene longicarpophora ingår i släktet glimmar, och familjen nejlikväxter. Inga underarter finns listade i Catalogue of Life.